# Voria Kynouria
Voria Kynouria (tiếng Hy Lạp: ?) là một khu tự quản ở vùng Peloponnesos, Hy Lạp. Khu tự quản Voria Kynouria có diện tích 577 km², dân số theo điều tra ngày 18 tháng 3 năm 2001 là 11589 người.